# Stuorrajekna
Stuorrajekna är den största glaciären i Sverige. Den har en yta på 12,5 km² och ligger i Sulitelmamassivet i Arjeplogs kommun, Lappland.